# Вулиця Пасова (Мелітополь)
Вулиця Пасова — вулиця у Мелітополі. Вулиця йде від Монастирської вулиці до вулиці Іллі Стамболі. Здебільшого забудована приватними будинками.

## Назва
Вулиця названа ім'ям Йосипа Мусиновича Пасова — мелітопольського революціонера і комуністичного партійного діяча, ще живого на момент найменування вулиці.

## Історія
Перша відома згадка вулиці відноситься до 14 лютого 1897 року. Тоді вона називалась Миколаївською. 17 серпня 1989 року рішенням міськвиконкому російськомовна назва вулиці офіційно змінена на «Пассова».